# Louis Gauchat
Louis Gauchat (Les Brenets, cantó de Neuchâtel, 12 de gener de 1866 - Lenzerheide, cantó dels Grisons, 22 d'agost de 1942) fou un lingüista i romanista suís, originari de la zona romanda.

## Vida
Gauchat va estudiar a la Universitat de Zuric i va fer també estades a París on va estudiar amb Gaston Paris. El 1890 va defensar la seva tesi doctoral, dirigida per Heinrich Morf, a la Universitat de Zuric amb el títol Le patois de Dompierre. Després de ser professor de l'ensenyament mitjà, va ser professor a la Universitat de Berna i Zuric fins a obtenir una càtedra a la Berna (1902-1907). Després va anar a la Universitat de Zuric com a successor de Jakob Ulrich (1907-1931). En aquesta universitat fou també rector de 1926 a 1928.
La seva obra més destacada fou la fundació, el 1899, del Glossaire des patois de la Suisse romande, amb Jules Jeanjaquet i Ernest Tappolet. Aquest diccionari vol recollir, mitjançant enquestes que es van fer en el seu moment, els parlars de la Suïssa romanda (Suïssa de parla francoprovençal), així com la toponímia i la llengua antiga de la zona. També els romandismes, és a dir, les particularitats del francès regional.
A Gauchat se’l considera també un precursor de la sociolingüística per l'estudi que va fer de la parla d'una localitat (Charmey) entrevistant els 900 habitants i posant en relació les seves particularitats dialectals amb la seva identitat. Aquest estudi es va publicar el 1905 en la miscel·lània dedicada al seu mestre, Heinrich Morf.

## Obra
- Le patois de Dompierre. Halle an der Saale, 1891.
- "L'unité phonétique dans le patois d'une commune", in: Aus romanischen Sprachen und Literaturen. Festschrift Heinrich Morf. Halle an der Saale, 1905, pàg. 175–232
- Grammaire et lexicographie des patois de la Suisse romande: Bibliographie analytique. Neuchâtel: Paul Attinger, 1916
- Les noms de lieux et de personnes de la Suisse romande: Bibliographie analytique. Neuchâtel: Paul Attinger, 1919
- Glossaire des patois de la Suisse romande fondé par Louis Gauchat, Jules Jeanjaquet, Ernst Tappolet. Neuchâtel 1924--
- Tableaux phonétiques des patois suisses romands: relevés comparatifs d'environ 500 mots dans 62 patois-types. Neuchâtel: Paul Attinger, 1925